# Ernst-Thälmann-Denkmal (Halle)

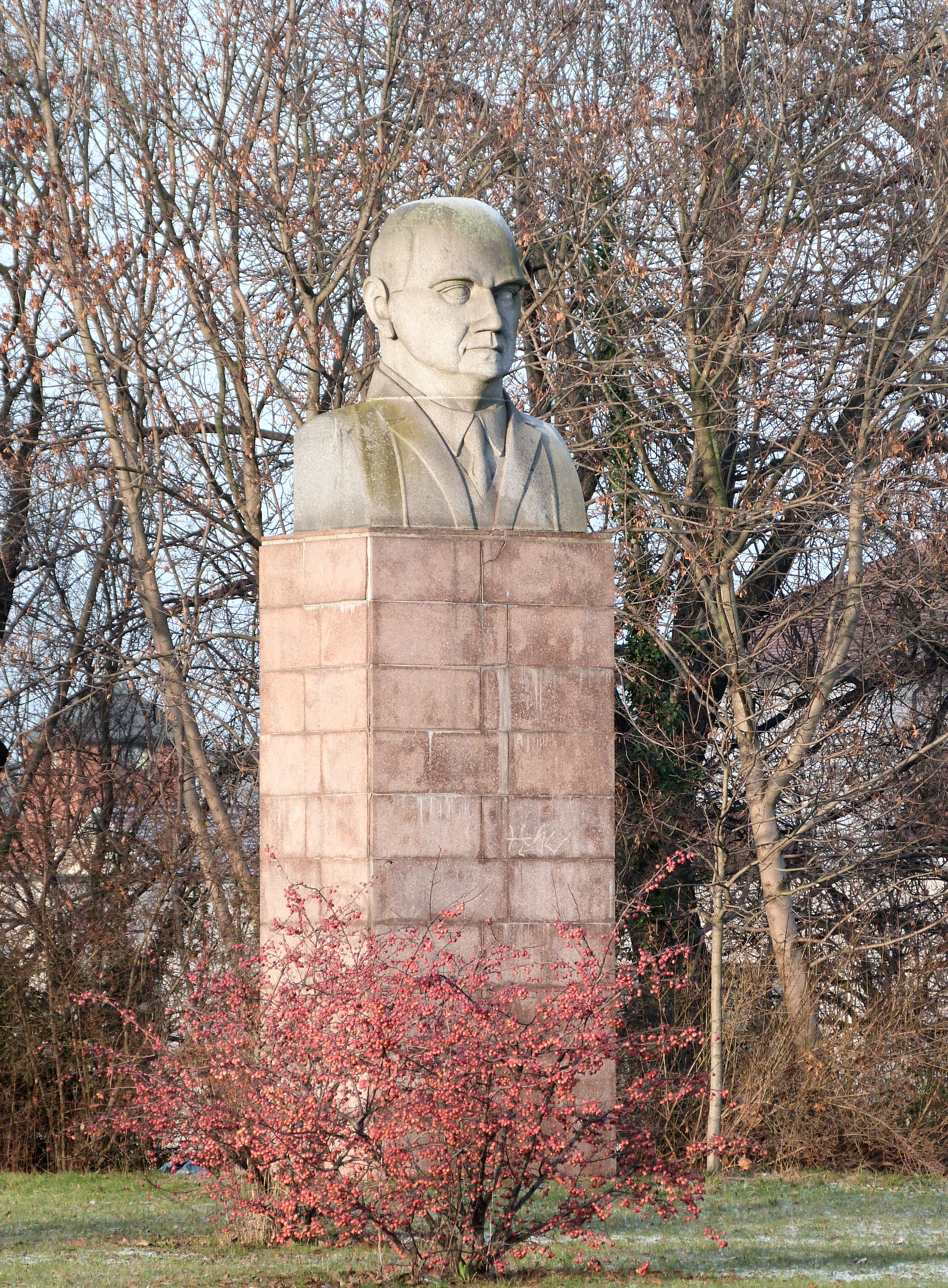
Ernst-Thälmann-Denkmal in Halle

Das Ernst-Thälmann-Denkmal in Halle (Saale) in Sachsen-Anhalt steht in der Südlichen Innenstadt an der Ecke der Franckestraße zur Prof.-Friedrich-Hoffmann-Straße. Es wurde 1981 von Otto Leibe geschaffen. Die Thälmann-Büste ist überdimensional groß gehalten. Leibe fertigte die 2 m hohe Büste innerhalb von zwei Jahren aus Lausitzer Granit. Sie wurde im Rahmen einer Massenkundgebung am 7. November 1981 auf einem 4 m hohen Sockel aus vermauerten Porphyr-Blöcken eingeweiht.
Die vormals rund um das Denkmal befindlichen zehn Relieftafeln sind nicht mehr am Ort. Sie berichteten von den verschiedenen Besuchen Ernst Thälmanns in Halle. Eine der Tafeln erinnerte an seinen Aufenthalt im Volkspark im Rahmen der ersten Kandidatur für die Reichspräsidentschaft im Jahr 1925, bei dem die Polizei die Wahlkundgebung blutig beendete. Daran erinnert in Halle u. a. auch eine Gedenktafel im Volkspark für den „Kleinen Trompeter“ (Fritz Weineck), da dieser unter den Opfern war.
Bereits im Jahre 1960 wurde zudem temporär eine Ernst-Thälmann-Statue – geschaffen von Heinz Beberniß – auf dem Marktplatz der Stadt aufgestellt. Diese ging als Geschenk in die sowjetische Stadt Puschkin. Eine Briefmarke mit diesem Motiv erschien in der DDR.